# Roland Müller
Roland Müller (Colonia, 2 marzo 1988) è un calciatore tedesco naturalizzato filippino, portiere dell'Amical Saint-Prex.

## Carriera
Nato a Colonia, inizia la sua carriera professionistica nel club principale di questa città, ovvero nel Colonia, in 2. Bundesliga. Dopo tre stagioni di militanza nelle file della seconda squadra, rimane tre stagioni al Duisburg, che partecipa nello stesso campionato del suo club precedente. Il 16 luglio 2013 viene annunciato il suo trasferimento al Servette che milita nella Challenge League svizzera, per un anno con opzione per due stagioni successive. A Ginevra, ritrova Pascal Zuberbühler, suo vecchio allenatore dei portieri della nazionale filippina.